# Hundige-Kildebrønde Sogn

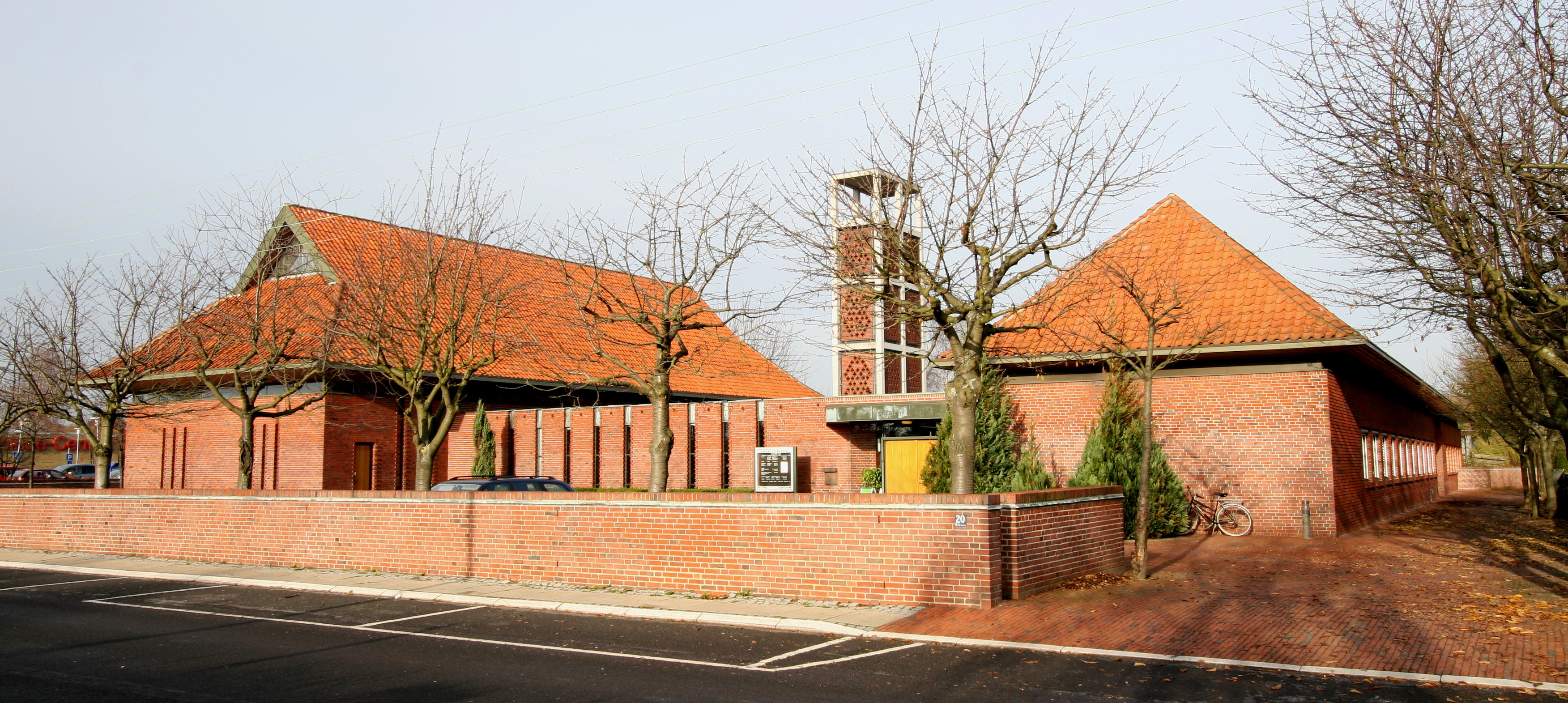
Hundige Kirke

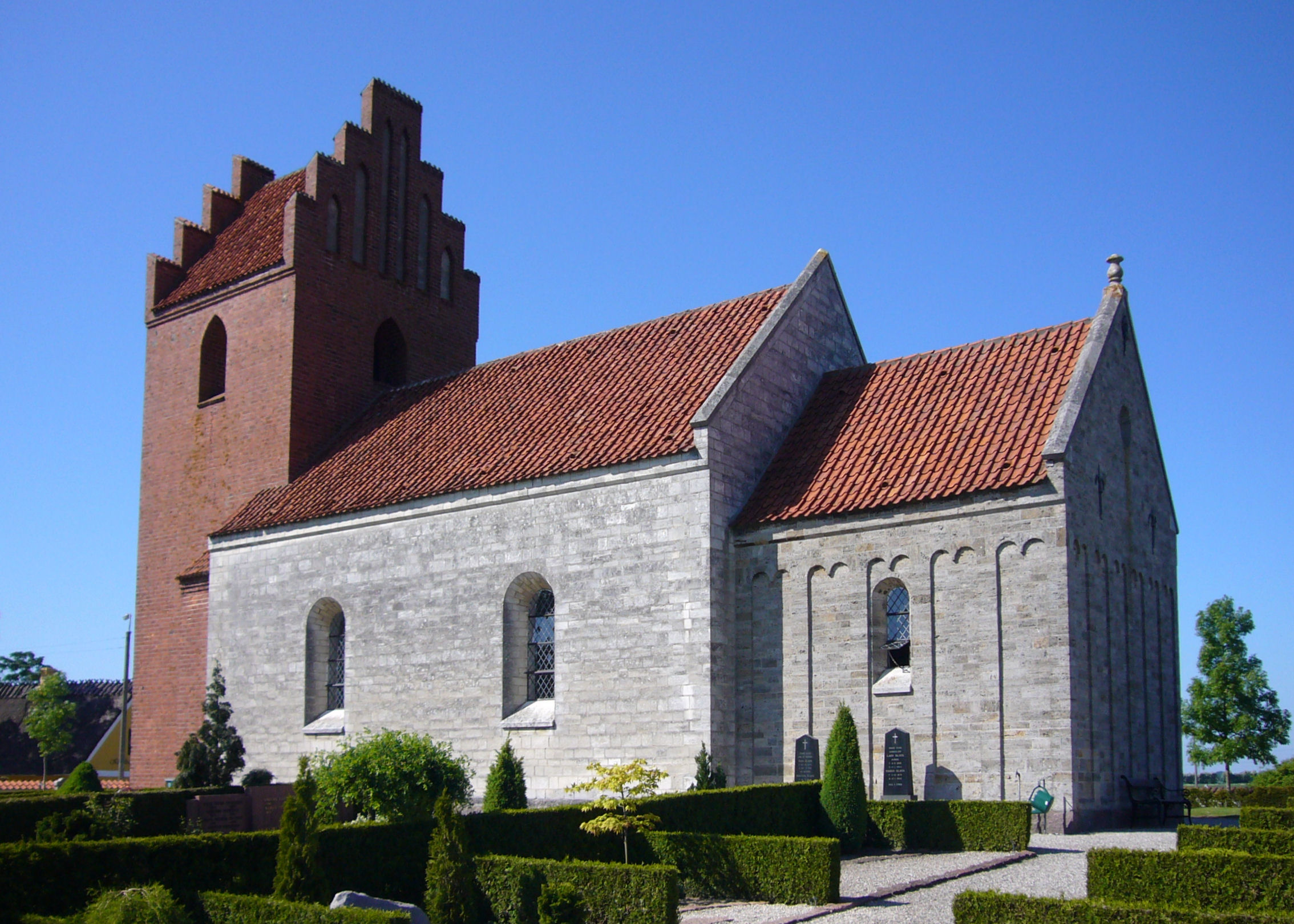
Kildebrønde Kirke

Hundige-Kildebrønde Sogn (bis 29. November 2014: Kildebrønde Sogn) ist eine Kirchspielsgemeinde (dän.: Sogn) in der Gemeinde Greve im Vorortbereich der dänischen Hauptstadt Kopenhagen. Bis 1970 gehörte sie zur Harde Tune Herred im damaligen Roskilde Amt. Mit der Auflösung der Hardenstruktur wurde das Kirchspiel in die Kommune Greve aufgenommen, diese blieb mit der Kommunalreform zum 1. Januar 2007 unverändert, gehört aber seitdem zur Region Sjælland.
Am 1. Januar 2023 lebten von den 44.119 Einwohnern des Besiedlungsgebietes Greve Strand 18.611 Einwohner im Kirchspiel. Auf dem Gebiet der Gemeinde liegen die „Hundige Kirke“ und die Ortschaft Kildebrønde mit der „Kildebrønde Kirke“.
Nachbargemeinden sind im Süden und Westen das Kirchspiel Greve und im Norden auf dem Gebiet der Ishøj Kommune Ishøj und Torslunde.